# Sanaz (Sängerin)
Sanaz Zaresani (persisch ساناز زارع ثانی, DMG Sānāz Zāreʿ-S̱ānī; * 1980 in Sarāb, Iran) ist eine iranisch-deutsche Musikerin und Lyrikerin, die seit 2010 in Aachen lebt.

## Biografie
Zaresani wurde 1980 in Sarāb, einer Kleinstadt in der der iranischen Region Aserbaidschan geboren. Ihre erste kulturelle Prägung erlebte sie durch die aserbaidschanische Sprache und Kultur, die sich von der persischen Sprache und Kultur unterscheidet. Ab 1997 studierte sie Journalismus an der Universität Teheran und lebte dort bis 2008. Danach floh sie aus der Islamischen Republik Iran, um dem dortigen autoritären Regime und der Unterdrückung der Menschenrechte, insbesondere von Frauen, zu entkommen. Nach zwei Jahren in Istanbul reiste sie weiter nach Deutschland, wo sie seit Oktober 2009 zunächst in München lebte und seither in Aachen und Umgebung wohnt. Neben Konzerten in Deutschland trat Zaresani mit ihren Begleitmusikern auch in Brüssel und im deutschsprachigen Ostbelgien auf.

## Werke
Als Lyrikerin veröffentlichte Zaresani eigene Gedichte auf Persisch und in deutscher Übersetzung. Hossein Mansouri, der in München lebende Lyriker und Adoptivsohn der bekannten iranischen Dichterin Forugh Farrochzad, übersetzte ihren Lyrikband Die Geschicklichkeit begrenzter Buchstaben aus dem Persischen ins Deutsche. Zusammen mit Mansouri stellte Zaresani diese Gedichte 2010 in einer zweisprachigen Lesung im Bremer Concordia Theater und im Münchner Club Voltaire des Theaters im Fraunhofer vor.

„[Zaresani] zählt zu jener nachrevolutionären Generation, die allgemein als ‚Generation der Verbrannten‘ bezeichnet wird und dichtet in der Tradition der legendären iranischen Dichterin und Filmemacherin Forough Farrokhzad, die vielen kreativen iranischen Frauen als Vorbild gilt. In ihren Gedichten stellt sie jene gesellschaftlichen Werte in Frage, die die iranische Frau zum absoluten Gehorsam den Männern gegenüber zwingen wollen.“

Als Sängerin tritt Zaresani unter dem Künstlernamen Sanaz in verschiedenen Formationen auf. Der Multiinstrumentalist und Komponist Benjamin Stein begleitet sie im Duo auf Saiteninstrumenten der klassischen iranischen Musik, wie dem Santur und dem Tar, aber auch gelegentlich auf der arabischen Oud oder der westlichen akustischen Gitarre. Mit der Ethno-Jazz-Band Mah-e Manouche, die 2017 mit dem Förderpreis des Kultursekretariats Wuppertal ausgezeichnet wurde, gastierte sie bei Konzerten in Deutschland und Belgien.
Im Dezember 2022 erschien ihre CD Ancient, auf der sie einen eigenen und mehrere Texte anderer Dichter in Persisch, Aserbaidschanisch, Türkisch und Armenisch singt. Begleitmusiker dieser Formation mit dem Namen Sanaz & Friends sind Benjamin Stein (Santur, Tar, Oud, Gitarre), Steffen Thormählen (Perkussion), Uwe Böttcher (Kontrabass, Violine), der aus Palästina stammende Klarinettist Mohamed Najem und als Gäste Manfred Leuchter (Akkordeon) und der in Berlin lebende schottische Gitarrist Ian Melrose. Der aus Syrien stammende Schriftsteller Suleman Taufiq betonte im Begleitheft die Ruhe und Gelassenheit der Musik, die er als typische Eigenschaften der orientalischen Musik bezeichnete. Weiterhin hob er die zentrale Bedeutung des Gesangs und der poetischen Ausdruckskraft dieser Musik hervor.
Ihre musikalische Zusammenarbeit mit verschiedenen Künstlern der deutschen Musikszene bezeichnete Zaresani als „Brückenschlag“ zwischen der Heimat ihrer Kindheit bzw. Jugend in Iran sowie ihrer neuen Heimat in Deutschland. Sie versteht ihre Auftritte auch als Geste gegen die herrschenden Gesetze in Iran, wo es seit der Islamischen Revolution Frauen verboten ist, in der Öffentlichkeit als Sängerinnen aufzutreten.

## Veröffentlichungen
Gedichte
- Silhouette. Gedichte, deutsch und persisch. Sanaz Zaresani, Aachen 2019, ISBN 978-3-00-060333-4
- Die Geschicklichkeit begrenzter Buchstaben. Gedichte. Aus dem Persischen übers. von Hossein Mansouri. Sujet Verlag, Bremen 2010, ISBN 978-3-933995-52-0

CDs
- Asunaz, Sanaz Zaresani, Sasan Azodi, Der Gesang der Zeit, 2012
- CD Ancient, TimeZone Records, 2022.